# Auguste Bouvier
Auguste Bouvier, född 16 februari 1826 och död 2 november 1893, var en schweizisk reformert teolog.
Bouvier blev professor i homiletik och apologetik i Genève 1862, samt i dogmatik 1865. Enhetstanken var en avgörande grund i hela han teologi, vilket han själv som ett uttryck härför kallade "positivt-liberal". Bouvier betonade även teologins samband med livet och dess beroende av de samtida förhållandena, och i överensstämmelse härmed kyrkans sociala förpliktelser. Bouvier anse ha gett den moderna teologin nya och betydande impulser.